# Halley Armada

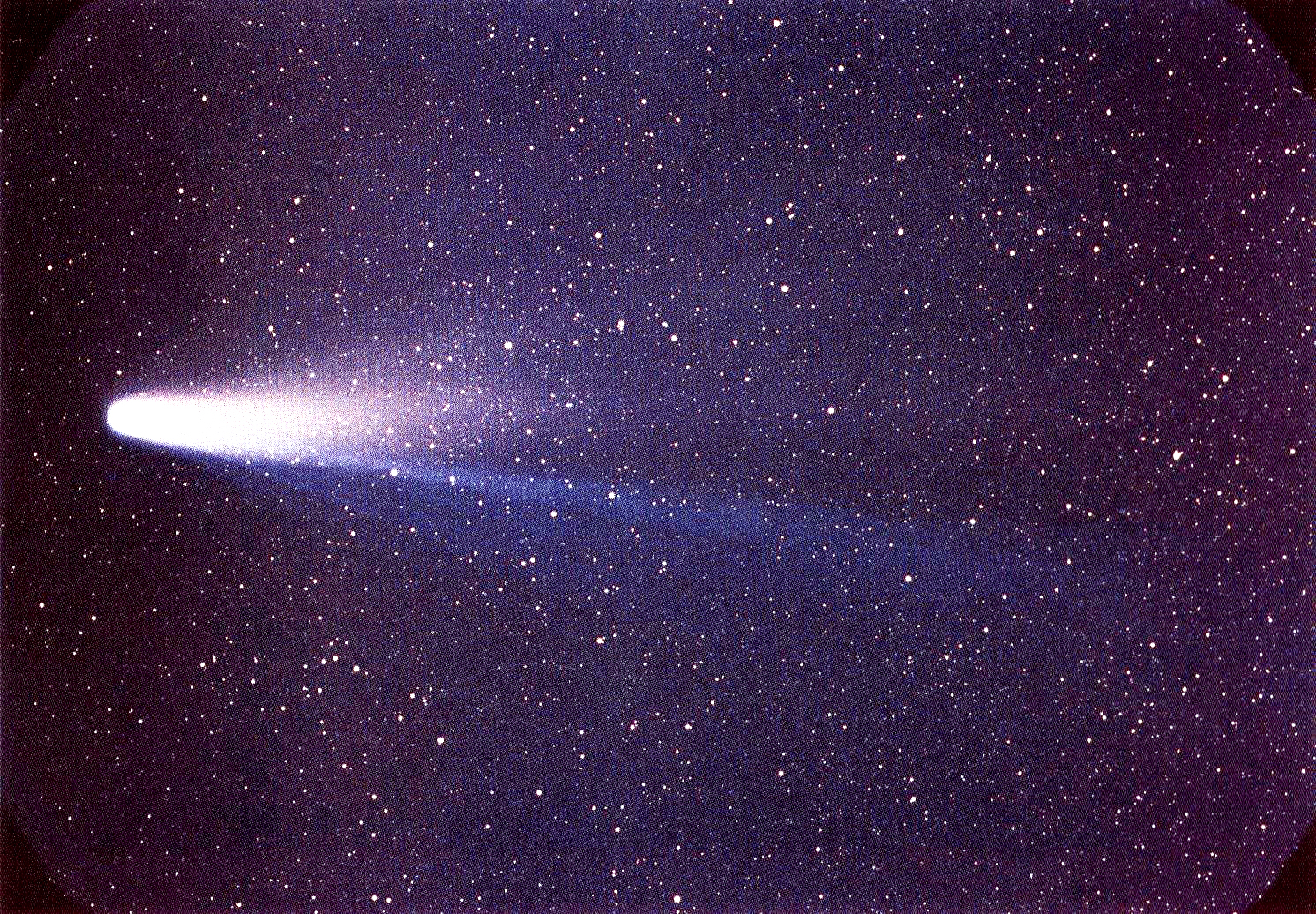
Sao chổi Halley năm 1986

Halley Armada là tên của 5 thiết bị thăm dò không gian được gửi đến để kiểm tra sao chổi Halley trong giai đoạn đi vào phía trong của Hệ Mặt Trời của sao chổi này năm 1986, với mã số xuất hiện "1P/1982 U1". Tổng cộng có 1 thiết bị thăm dò của Cơ quan vũ trụ Châu Âu, 2 thiết bị thăm dò của Liên Xô và Pháp hợp tác, và 2 thiết bị thăm dò  của Viện Khoa học Vũ trụ và Hàng không Nhật Bản.

## Các thiết bị thăm dò chính

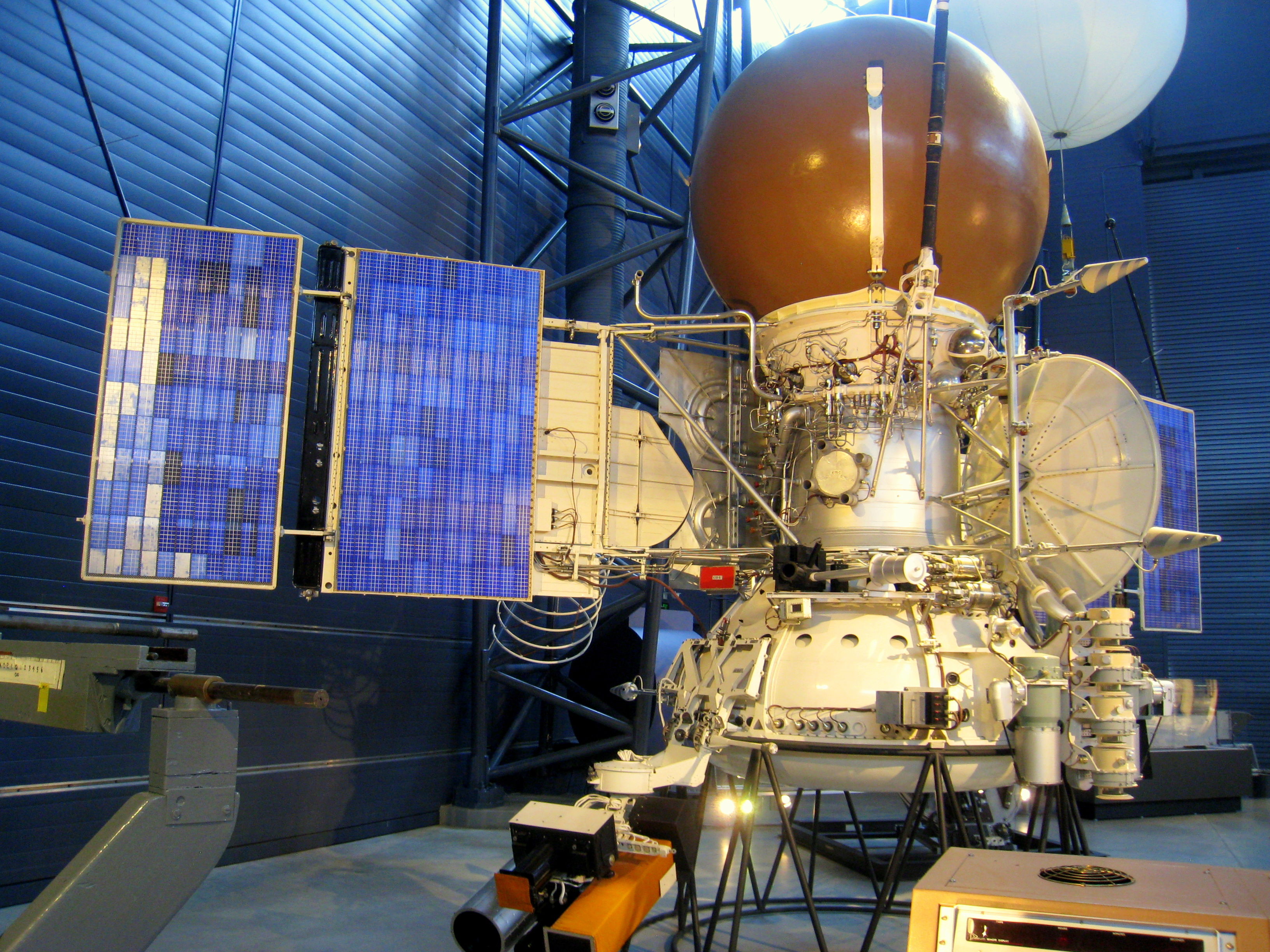
Mẫu của thiết bị thăm dò Vega

Các thiết bị thăm dò (sắp xếp theo khoảng cách tiếp cận gần nhất):
- Giotto, thiết bị thăm dò không gian đầu tiên để có được hình ảnh màu cận cảnh của hạt nhân của sao chổi. (ESA)
- Vega 1, đã thả một thiết bị thăm dò bóng bay và thiết bị hạ cánh trên sao Kim trước khi tiếp cận Halley. (Liên Xô/Pháp hợp tác, Intercosmos)
- Vega 2, đã thả một thiết bị thăm dò bóng bay và thiết bị hạ cánh trên sao Kim trước khi tiếp cận Halley. (Liên Xô/Pháp hợp tác, Intercosmos)
- Suisei, còn được gọi là PLANET-A. Dữ liệu từ Sakigake đã được sử dụng để cải thiện khi Suisei tập trung vào nhiệm vụ nghiên cứu Halley. (ISAS) 
- Sakigake, đầu tiên của Nhật Bản thăm dò để rời khỏi hệ thống trái đất, chủ yếu là một thử nghiệm của công nghệ thực hiện các nhiệm vụ liên hành tinh. (ISAS)
Nếu không có các phép đo từ các thiết bị thăm dò không gian khác, khoảng cách gần nhất của Giotto sẽ là 4.000 km thay vì 596 km mà Giotto đã đạt được.

## Các thiết bị thăm dò không gian khác
Các thiết bị thăm dò không gian khác có thiết bị kiểm tra sao chổi Halley:
- Pioneer 7 được phóng vào ngày 17 tháng 8 năm 1966. Nó được đưa vào quỹ đạo nhật tâm với khoảng cách trung bình là 1,1 AU để nghiên cứu từ trường mặt trời, gió mặt trời và tia vũ trụ tại các điểm tách biệt rộng rãi trong quỹ đạo mặt trời. Vào ngày 20 tháng 3 năm 1986, phi thuyền đã bay trong phạm vi 12,3 triệu km của sao chổi Halley và theo dõi sự tương tác giữa đuôi hydro của sao chổi và gió mặt trời.
- Pioneer Venus Orbiter trong quỹ đạo của sao Kim, được định vị một cách hoàn hảo để đo đạc sao chổi Halley trong thời gian củng điểm quỹ đạo của nó vào ngày 9 tháng 2 năm 1986. Máy đo phổ UV của nó quan sát sự mất nước khi sao chổi Halley khó quan sát từ Trái Đất..[2]
- International Cometary Explorer, được tái cấu trúc lại như một thiết bị thăm dò sao chổi vào năm 1982 và viếng thăm sao chổi Giacobini-Zinner năm 1985, đi tới điểm nằm giữa giữa Mặt trời và Sao chổi Halley vào cuối tháng 3 năm 1986 và thực hiện đo đạc.

## Những quan sát được cho là từ không gian
Bất kỳ quan sát sao chổi Halley được thực hiện bởi phi hành đoàn Soyuz T-15, đã thực hiện chuyến đi đầu tiên đến trạm không gian Mir và cuối cùng đến Salyut 7 tháng 3 năm 1986, vẫn chưa được biết rõ.